# Paramanuchitchinorot
Paramanuchitchinorot (ur. 1790, zm. 1853) – tajski książę, poeta i mnich buddyjski.

## Życiorys
Był synem Buddhy Yodfy Chulaloka, pierwszego króla z dynastii Chakri. Wykształcenie odebrał na dworze królewskim. Śluby mnisze złożył jako dwunastolatek. Zyskał sławę dzięki swej rozległej aktywności pisarskiej. Pozostawił po sobie teksty o różnorodnej tematyce, zarówno religijnej, jak i świeckiej, patriotycznej i moralistycznej. Poezje, które wyszły spod jego pióra, zazwyczaj uznaje się za arcydzieła.
Erudyta, przyczynił się do rozwoju i udoskonalenia literackiego języka tajskiego. Biegle władał językiem pali, kluczowym dla kultury religijnej rodzimego buddyzmu. Żył w okresie głębokich przemian w społeczeństwie tajskim, odegrał istotną rolę w przechowaniu dziedzictwa kulturowego i intelektualnego królestwa Ajutthai. Z tego też powodu czasem uznawany jest za pomost między dwoma okresami tajskiej historii.
Pod koniec życia został mianowany najwyższym patriarchą buddyzmu tajskiego.